# لواء بلس ألترا
كان لواء بلس ألترا، أو لواء هيسبانوأمريكانا، فرقة عسكرية تضم أفرادًا مختلطين من إسبانيا (حوالي 1300 جندي) وجمهورية الدومينيكان والسلفادور وهندوراس ونيكاراغوا (حوالي 1200 جندي بين الدول الأربع)، والتي كُلِّفَت بدعم قوات التحالف في حرب العراق. بدأ الانتشار في يوليو 2003. كان اسم اللواء إشارة إلى بلس ألترا، الشعار الوطني لإسبانيا. جُهِّزَت كتائب الدول الأربع الأمريكية من أصل إسباني ونقلها من قبل الجيش الأمريكي، وتلقت بعض التدريبات المحددة في ألمانيا قبل وصولها إلى الخليج العربي.
تمركز الإسبان في القادسية، بينما تمركز الأمريكيون الوسطيون في النجف، جنوب وسط العراق، بالقرب من الديوانية. وكان هدفهم تخفيف العبء عن قوات مشاة البحرية الأمريكية في المنطقة، بحيث يمكن نقلها إلى مناطق أخرى أكثر إشكالية في البلاد.
خلال فترة وجودها في المنطقة، لم تشهد قوات لواء "بلس ألترا" سوى اشتباكات مع المتمردين. وتعرضت بعض معسكراتها لهجمات بقذائف آر بي جي والقنابل اليدوية، لكن الخسائر كانت قليلة. ولم تقع سوى حادثة خطيرة واحدة، وهي مناوشة مع المتمردين في أوائل أبريل/نيسان 2004 في النجف، أسفرت عن مقتل جندي سلفادوري و19 عراقيًا على الأقل. كانت قواعد الاشتباك التي اتبعتها الوحدات مقيدة للغاية، وكان تفويض استخدام القوة المميتة يتطلب موافقة القيادة العليا، نظرًا لتوجيه يسعى إلى "تجنب أو تقليل الأضرار الجانبية التي تلحق بالأشخاص أو الممتلكات بأي ثمن".
حُلّ لواء بلس ألترا أخيرًا في أبريل/نيسان 2004، عندما قررت الحكومة الاشتراكية الإسبانية الجديدة المنتخبة حديثًا، وحكومات نيكاراغوا وجمهورية الدومينيكان وهندوراس، سحب قواتها (وهو قرارٌ وتر العلاقات الإسبانية الأمريكية إلى حدٍّ ما). وذُكر أن السبب الرئيسي هو نقص الدعم الشعبي لنشر القوات والحرب في العراق، بالإضافة إلى ضغوط نيكاراغوا المالية.
كان للجيش السلفادوري (200) جندي في العراق بحلول ديسمبر/كانون الأول 2008: وهو انخفاض بنحو النصف تقريباً عن عدد جنوده الأصلي الذي بلغ 380 جندياً. وقد انسحبت القوات السلفادورية في عام 2009.

## ألوية
في حرب العراق كان هناك لواءان:
- لواء بلس ألترا الأول[6]
- لواء بلس ألترا الثاني[7]

### لواء بلس ألترا الأول
أُعطيت قيادة لواء بلس ألترا للجنرال ألفريدو كاردونا، وكان لديه الأمر بالعمل ضمن الفرقة الإسبانية البولندية التي شاركت في غزو العراق. في 23 يوليو 2003، كان مطار سانتياغو دي كومبوستيلا هو المكان الذي غادرت فيه أول طائرة بوينج 707 مع أول فرقة إسبانية مكونة من 60 جنديًا متجهة إلى الكويت، حيث ستُنشَئ لاحقًا في العراق، وتُنشَئ وتُعَد معسكرات في مدينتي الديوانية والنجف. ثم، غادرت سفينة الهجوم جاليسيان (L-51) والسفينة المساعدة ماركيز دي لا إنسينادا (A-11) والفرقاطة الإسبانية رينا صوفيا من محطة روتا البحرية بإسبانيا مع جزء من الوحدة الإسبانية، بما في ذلك البحرية الإسبانية، ووصلت إلى ميناء أم عمر في 9 أبريل 2004. ستواصل بقية الوحدة الإبحار إلى العراق من نقاط مختلفة في إسبانيا لإكمال 1300 جندي إسباني. انطلقت الوحدة الأخيرة، المكونة من 335 جنديًا، إلى العراق من قاعدة توريخون دي أردوز الجوية في 14 أغسطس 2003. وفي وقت لاحق، انضموا إلى 1200 جندي من أمريكا الوسطى لمساعدة الإسبان في إعادة إعمار البلاد، حيث أخذوا اللواء في تتابع مشاة البحرية الأمريكية في 28 أغسطس.
ستتمركز جميع القوات الإسبانية وقوات أمريكا الوسطى في إسبانيا، وفي مدينة الديوانية، حيث يوجد مقر اللواء، وفي قاعدة الأندلس في النجف (المعروفة أيضًا باسم معسكر الجولف)، حتى منتصف ديسمبر، عندما تُستَبدَل باللواء بلس ألترا الثاني.

### لواء بلس ألترا الثاني
اُستُبدِل اللواء الأول لاحقًا باللواء بلس ألترا الثاني، والذي سيكون نواة التشكيل الفرقة الآلية. انتقلت رتبة الجنرال المسؤول عن اللواء إلى الجنرال فولجنسيو كول بوتشر. سيحل اللواء الثاني محل اللواء الأول مع نقل القوات إلى قواعد الديوانية والنجف، خلال منتصف ديسمبر 2003 حتى 18 ديسمبر، حيث ستصل آخر فرقة. خلال فترة الإقامة، خاضت القوات الإسبانية وأمريكا الوسطى العديد من المواجهات مع التمرد العراقي. كانت إحدى أهم المعارك معركة 4 أبريل، في قاعدة الأندلس في النجف.

### الانسحاب
بعد هجمات الحادي عشر من مارس/آذار 2004، فاز خوسيه لويس رودريغيز ثباتيرو في الانتخابات العامة الإسبانية عام 2004، ووعد بانسحاب القوات الإسبانية من العراق. كان يجري إعداد دفعة جديدة من القوات، لكن الحكومة أوقفتها في 18 أبريل/نيسان، وأمرت بعودة القوات. ولإخلاء المعسكرات، أُرسل ألف جندي من الفيلق والمتخصصين من قيادة المهندسين.
في 21 أبريل، سلم الجنرال فولجينسيو كول بوتشر قيادة عملية الخروج "دعم الانسحاب (CONAPRE)" إلى الجنرال خوسيه مانويل مونوز، مما أدى إلى حل اللواء الثاني بلس ألترا رسميًا في 29 أبريل في بوتوا (باداخوز).
كانت أولوية المهمة هي تنفيذ عمليات النزوح بأقصى درجات الأمن، مما استدعى تنسيق العملية مع القوات الأمريكية. بدأت المرحلة الأولى من الانسحاب في 26 أبريل/نيسان، حيث توجه آخر 150 جنديًا إسبانيًا من قاعدة الأندلس في النجف إلى قاعدة إسبانيا في الديوانية، حيث احتل الجنود الأمريكيون مواقع في قاعدة النجف لتجنب احتلال ميليشيات مقتدى الصدر. وصل آخر 260 جنديًا إسبانيًا من اللواء الثاني فائق السرعة إلى الكويت بعد ظهر 27 أبريل/نيسان، مُكملين بذلك خروج جميع الوحدات من العراق.
وصلت آخر سفينة إلى ميناء فالنسيا في 14 يوليو 2004، منهية بذلك انسحاب القوات الإسبانية، وكذلك قوات أميركا الوسطى التي تقاعدت في نفس الوقت، باستثناء قوات كتيبة كوسكاتلان السلفادورية التي تقاعدت في عام 2009.